# De Wormshoef
De Wormshoef is een hotel en restaurant in de Gelderse plaats Lunteren.

## Geschiedenis
In 1908 kwam de grond in eigendom van Willem Thomas. Hij was de zoon van Andreas Jacobus Thomas, die arts en wethouder van Ede was. Hij liet, naast de bestaande gelijknamige boerderij, door architect Leendert van Zoelen een villa bouwen en in 1909 betrok de familie Thomas het pand. In 1939 overleed Thomas en De Wormshoef kwam in handen van de Haagse jurist E.H.T. Kwast.

### Tweede Wereldoorlog
In 1944 kwam, als gevolg van de Slag om Arnhem, een grote stroom evacués op gang. De Wormshoef werd gebruikt als opvanglocatie, maar rond 19 november 1944 kwam de Sicherheitsdienst (SD) naar Lunteren en werden de villa's De Wormshoef, en ook D'Eekhorst, gevorderd. De evacués werden op straat gezet en de kelder van De Wormshoef werd ingericht als gevangenis. Veel verzetsstrijders, illegalen, onderduikers en werkweigeraars werden hier gevangen gezet. De Wormshoef was berucht om de wrede martelpraktijken die er plaatsvonden. Tot de personen die hier werkzaam waren, behoorden onder andere Johnny de Droog, Friedrich Enkelstroth, Ludwig Heinemann, Arno Huhn, Ries Jansen en Emil Rappard. Op 14 april 1945, daags voor de bevrijding, vertrok de SD naar Amersfoort. De "lichte" gevangenen liet men achter, de "zware gevallen" werden meegenomen. Op 15 april 1945 werd Lunteren bevrijd door de Canadezen. Hierbij kreeg De Wormshoef een voltreffer van een Canadese tank. De Wormshoef werd vervolgens korte tijd als gevangenis voor oorlogsmisdadigers gebruikt en daarna werd het weer als woonhuis voor meerdere gezinnen ingericht.

### Hotel-restaurant
Vanaf begin jaren 50 trachtte caféhouder Cornelis Dekker het pand in handen te krijgen om er een pension en restaurant van te maken. Dit lukte uiteindelijk in 1956. Sindsdien is het pand verschillende malen van eigenaar veranderd en hebben er verschillende uitbreidingen en renovaties plaatsgevonden. Sinds 2005 is de naam Hotel & Eethuys De Wormshoef.
Tegenover het hotel ligt, aan de Wormshoefweg, het sportpark De Wormshoef van VV Lunteren.